# Pachydactylus rangei
Espèce
Synonymes
- Palmatogecko rangei Andersson, 1908
- Syndactylosaura schultzei Werner, 1910

Pachydactylus rangei est une espèce de geckos de la famille des Gekkonidae.

## Répartition
Cette espèce se rencontre en Afrique du Sud, en Namibie et dans le sud de l'Angola. Elle est endémique au désert du Namib.

## Description
Ce gecko terrestre est insectivore.

## Étymologie
Cette espèce est nommée en l'honneur de P. Range, le collecteur de l'holotype.

## Publication originale
- Andersson, 1908 : A remarkable new gecko from South- Africa and a new Stenocercus-species from South-America in the Natural History Museum in Wiesbaden. Jahrbüchern des Nassauischen Vereins für Naturkunde in Wiesbaden, vol. 61, p. 299-306 (texte intégral).